# 2001 FS185
2001 FS185 est un objet transneptunien de magnitude absolue 7,7 et de diamètre estimé à 127 km. Cet objet n'a été observé que 4 fois en 2001.